# 국립의료박물관
국립의료박물관(National Museum of Health and Medicine)은 미국 메릴랜드주 실버스프링에 위치한 의료박물관이다.